# Троице-Герасимовская церковь (Вологда)
Тро́ице-Гера́симовская це́рковь (полное название: Церковь Троицы Живоначальной у Кайсарова ручья) — православная церковь в Вологде, уничтоженная в XX веке.

## История
Построена в 1717 году на месте одноимённой деревянной церкви, точная дата постройки которой неизвестна. Деревянная церковь до 1612 года была соборным храмом мужского монастыря в честь Святой Троицы на Кайсаровом ручье. В окладных церковных книгах XVII века (начиная с 1618 года) деревянная Троицкая церковь у Кайсарова ручья значится приходской. В ней хранилась рака с мощами преподобного Герасима Вологодского, легендарного основателя Вологды.
К началу XVIII века деревянная церковь обветшала, и прихожане обратились к преосвященному Павлу, епископу Вологодскому и Белозерскому, с просьбой построить каменный храм. Сохранилась «Храмозданная грамота на построение в Вологде каменной Троицкой, что у Кайсарова ручья, церкви».
Каменная церковь имела три престола: в восточном отделении — во имя Святой Троицы; в западном отделении — во имя Святого Иоанна Милостивого и во имя всех Вологодских чудотворцев. В 60—70-е годы XVIII века к храму была пристроена колокольня, а купола церкви и пристройки к ней были сильно перестроены.
Закрыта в 1930 году. Снесена по одним сведениям в 1940-х годах, по другим — в середине 1950-х годов. В 2008 году на месте снесённого храма был установлен памятный крест. Тогда же было объявлено, что на этом месте планируется построить часовню в честь святого Герасима. С сентября 2011 года началось возведение каменной часовни.

## Иконы
Икона Святой Троицы, написанная вологодским изографом, служила храмовым образом церкви. В XIX веке её автором считался преподобный Дионисий Глушицкий.
В церкви существовала и другая икона храмового праздника Троицы (Пятидесятницы), при этом помимо традиционной сцены Сошествия Святого Духа, этот образ имел редкую особенность — изображение народов, на чьих языках смогли проповедовать апостолы.
- Икона Святой Троицы. 3-я четверть XVI в. ВГИАХМЗ, Вологда